# Argiolas (cognome)
Argiolas è un cognome di lingua sarda.

## Varianti
Argiola.

## Origine e diffusione
Cognome tipicamente sardo, è presente prevalentemente nel cagliaritano.
Potrebbe derivare dal toponimo Argiola, dal latino areola, "aia".